# Serratia
Serratia es un género de bacterias gramnegativas, anaerobias facultativas y baciliformes de la familia Yersiniaceae. La especie más común en el género, la Serratia marcescens, normalmente es el único patógeno y comúnmente causa infección nosocomial. Sin embargo, las cepas de Serratia plymuthica, Serratia liquefaciens, Serratia rubidaea, y Serratia odoriferae raramente son causa de enfermedad por medio de infección. Los miembros de este género producen un pigmento rojo característico, la prodigiosina, y pueden diferenciarse de los otros miembros de la familia Enterobacteriaceae por su única producción de tres enzimas: DNasa, lipasa, y gelatinasa.
En el hospital, las especies de Serratia tienden a colonizar los tractos respiratorios y urinarios, y el tracto gastrointestinal en adultos.
La infección por Serratia es responsable del 2% de las infecciones nosocomiales del torrente sanguíneo, tracto respiratorio inferior, vías urinarias, heridas quirúrgicas, piel y tejidos blancos en pacientes adultos. Se han presentado brotes de meningitis por S. marcescens, infección de heridas, y artritis en pabellones de pediatría.
Las infecciones por Serratia han causado endocarditis y osteomielitis en personas adictas a la heroína.
1. ↑  Basilio J. Anía, M.D. «Serratia». eMedicine. Consultado el 14 de marzo de 2007.
2. ↑  «Serratia». University of Texas at Houston Medical School. Archivado desde el original el 28 de enero de 2007. Consultado el 14 de marzo de 2007.
3. ↑  Greenberg, Leo (1978-11). «Serratia Marcescens in Human Affairs». Drug Intelligence & Clinical Pharmacy (en inglés) 12 (11): 674-679. ISSN 0012-6578. doi:10.1177/106002807801201106. Consultado el 17 de abril de 2022.

.
Se han reportado casos de artritis por Serratia en pacientes ambulatorios que reciben infiltraciones intraarticulares.